# ZDFneo
 (octobre 2012).
Si vous disposez d'ouvrages ou d'articles de référence ou si vous connaissez des sites web de qualité traitant du thème abordé ici, merci de compléter l'article en donnant les références utiles à sa vérifiabilité et en les liant à la section « Notes et références ».
ZDFneo (typographié « zdf_neo » puis « zdfneo ») est une chaîne de télévision allemande créée le 1er novembre 2009, en remplacement de la chaîne ZDFdokukanal, qui a été diffusée du 1er avril 2000 jusqu'au 31 octobre 2009. La chaîne est disponible sur le bouquet ZDFvision.

## Histoire de la chaîne
La chaîne est créée le 1er avril 2000 sous le nom de ZDFdokukanal.
Le  1er novembre 2009, elle est remplacée par ZDFneo.
Sur la TNT allemande, elle partageait son temps d'antenne avec KiKA, il en était de même pour ZDFdokukanal avant sa renommée en ZDFneo.
ZDFneo diffusait ses programmes de 21 h à 6 h toute la semaine, même pendant les vacances.
Sur le satellite et la Fibre, elles diffusent leurs programmes sur leur propre canal.

## Identité visuelle

### Logos

Logo de ZDFdokukanal du 2 juin 2001 au 31 octobre 2009
Logo de ZDFneo du 1er novembre 2009 au 25 septembre 2017
Logo de ZDFneo depuis le 26 septembre 2017

## Diffusion
ZDFdokukanal était disponible sur le bouquet ZDFvision.